# Genshiken
Genshiken (げんしけん) é uma série de mangá criado por Kio Shimoku e trata sobre um clube universitário para otakus e sobre o estilo de vida de seus membros. O título é a abreviação no nome oficial do clube,  Gendai Shikaku Bunka Kenkyuukai" (現代視覚文化研究会) ou "Sociedade para Estudo da Cultura Moderna Visualmente Dirigida". A série também foi adaptada para um anime dirigido por Tsutomu Mizushima. O mangá foi serializado originalmente na antologia de mangás da revista mensal Afternoon da editora japonesa Kodansha de Junho de 2002 até Junho de 2006, e foi reimpresso em 9 tankoubon. O nono e último volume foi lançado no Japão em Dezembro de 2006.
Uma pequena história bônus de duas partes foi inclusa nos dois volumes do mangá de Kujibiki Unbalance, publicado entre 2006 e 2007. Três anos após o mangá original terminar, um novo capítulo (Capítulo 56) foi lançado como bônus junto com o DVD do anime de Genshiken. Este capítulo mostra o que se tornaram os personagens e o que se passa no clube passado um tempo desde suas formaturas.
Em 2010 teve início a continuação do mangá sob o nome de Genshiken Nidaime (Segunda Geração). Este se inicia a partir do capítulo 57 e está atualmente sendo serializado pela revista Afternoon.

## Enredo
Genshiken segue a vida de um grupo de estudantes universitários unidos pelos seus hobbies, e as provações e aventuras recorrentes na vida de um otaku. A história começa com a introdução de Kanji Sasahara, um calouro tímido e sem auto-confiança que, no dia dos clubes na universidade, decide participar de um clube que ele realmente goste, Genshiken. Durante seus quatro anos na Universidade, Sasahara passa a aceitar a si mesmo por quem ele é e perde a inibição e culpa que tinha e se associa à cultura otaku, tornando-se um membro entusiasta do clube, e por um tempo, um competente presidente do clube.
Conforme a história de Genshiken progride, o foco também é colocada em Saki Kasukabe, uma não-otaku determinada que inicialmente se esforça para arrastar o namorado para fora do clube, e Chika Ogiue, uma auto-proclamada odiadora de otakus que sente uma profunda vergonha e auto-aversão para com seus próprios interesses e hobbies.
Durante o decorrer da série, o leitor testemunha o crescimento do grupo e de sua coesão ao longo do tempo, e a formação de vínculos entre os personagens, que começam a ver-se como mais do que companheiros de clube, mas como amigos. Neste contexto, as atividades do clube, tais como passeios de grupo, a peregrinação semestral para Comifes (Comiket) , ou simplesmente vagar pela sala do clube, permitem que as complexas relações entre os personagens se transformem em amizade, paixão e, até mesmo amor. Embora alguns deles não possuam interesses ou estilos de vida em comum, são ligados pelos laços de amizade que compartilham.

## Personagens
- Kanji Sasahara ( 笹原完士 Sasahara Kanji)

dublado por: Takanori Ooyama (Japonês)
No início da série, Sasahara está começando a entender sua natureza otaku. O início da série foca bastante em sua introdução ao estilo de vida otaku. Ele é o membro mais balanceado do Genshiken já que não foca em nenhum aspecto em particular.
- Makoto Kousaka ( 高坂真琴 Kosaka Makoto)

dublado por: Mitsuki Saiga (Japonês)
Kousaka é o personagem que mais se concentra em videogame, especialmente de luta e eroge. Ele não se encaixa no estereótipo de otaku já que ele se encaixa muito mais na moda normal do que se seria esperado de um otaku. Ele gosta muito de sua namorada Kasukabe, embora ela não compartilhe de seus interesses.
- Saki Kasukabe( 春日部咲 Kasukabe Saki)

dublada por: Satsuki Yukino (Japonês)
A única personagem principal não-otaku. Kasukabe odeia otakus e seu estilo de vida, mas é forçada frequentar o Genshiken para poder estar com seu namorado, Kousaka. Uma jovem atraente, sensata, prática, manipuladora e de certa forma um pouco cruel e facilmente irritável. Ela passa a maior parte do tempo agredindo os membros masculinos de Genshiken. No entanto, conforme a série progride, Kasukabe começa a exibir características mais otaku e lentamente ela deixa de abusar deles.
- Harunobu Madarame ( 斑目晴信 Harunobu Madarame)

dublado por: Nobuyuki Hiyama (Japonês)
Madarame é o otaku mais hardcore entre os membros do Genshiken. Ele leva suas obsessões ao extremo, gastando quase todo seu dinheiro em dōjinshi, o que deixa pouco dinheiro para a alimentação ou outras despesas pessoais. Ou quando, na Comifes, ele machucou a mão que ficou extremamente inchada e, mesmo assim, ele não quis ir embora e acabou precisando ser levado numa maca. Embora ele seja o total oposto de Saki, ele gradualmente e secretamente se apaixona por ela, mas nunca toma a coragem de declarar-se durante os 3 anos em que convivem juntos, certo de que seus sentimentos não têm chance de ser correspondido.
- Souichiro Tanaka ( 田中総市郎 Tanaka Soichiro)

dublado por: Tomokazu Seki (Japonês)
Tanaka centra-se na confecção de figurinos de cosplay e, portanto, tem uma forte ligação com o Ohno. Ele também tem um forte gosto por Plamo (プラモ "Puramo") com temática Gundam.
- Mitsunori Kugayama ( 久我山光纪 Kugayama Mitsunori)

dublado por: Kenji Nomura (Japonês)
Kugayama, além de gago e tímido, é o único artista do Genshiken até a chegada de Ogiue. Apesar de seu talento, a ele falta motivação e comprometimento para que consiga desenvolver sua habilidade e criar um dōjinshi de verdade, características que são trabalhadas por Sasahara quando este vira presidente do clube.
- Kanako Ohno ( 大野加奈子 Ohno Kanako)

dublada por: Ayako Kawasumi (Japonês)
A primeira mulher a ingressar no Genshiken por vontade própria. Ohno é uma garota otaku que gosta de fazer cosplay. Seu entusiasmo por seus hobbies acaba influenciando Kasukabe e depois Ogiue, as quais resistem incisivamente a fazer cosplay mas acabam cedendo em alguns momentos. Inicialmente ela tenta esconder seu gosto por Oyajikon, ou seja, por personagens masculinos, de anime e mangá, mais velhos, porém, é descoberta por Kasukabe quando esta vai a sua casa e a flagra removendo os pôsteres da parede. Algum tempo depois ela perde a vergonha e acaba assumindo sua preferência. Também é revelado na série que Ohno é leitora de mangás Yaoi.
- Chika Ogiue ( 荻上千佳 Ogiue Chika)

dublada por: Kaori Mizuhashi (Japonês)
É introduzida mais tarde na história, aparecendo no anime somente a partir dos OVAs. É tímida e bastante tsundere. Se auto-denomina odiadora de otakus e carrega uma vergonha profunda de sua própria natureza otaku. Ela faz de tudo para não demonstrá-la, mas conforme a série avança, pouco a pouco, vai se aceitando como é. Ogiue lê e cria dōjinshis yaoi. Seu relacionamento com Ohno é bastante conflituoso no começo por esta ser uma otaku e Fujoshi assumida. Ogiue tem motivos pessoais para a sua aversão a otakus, que são revelados no final da série.
- Manabu Kuchiki ( 朽木学 Kuchiki Manabu)

dublado por: Akira Ishida (Japonês)
Também é introduzido mais tarde na série. Os outros membros acham Kuchiki muito irritante o que, por vezes, o faz ser odiado pelo resto do grupo, especialmente pelas meninas. Ele realmente é o otaku com um comportamento mais esquisito: muitas vezes ele chama os outros membros com o sufixo "chan", seus movimentos e comportamento são exemplares dos muitos animes e na maioria das vezes ele fala imitando as vozes dos desenhos animados personagens.
- Susanna Hopkins (スザンナ・ホプキンス Suzanna Hopukinsu)

dublada por: Yuko Goto (Japonês)
Susanna é uma amiga americana de Ohno que vem com sua amiga Angela para visitar o Japão e participar da Comifes. Mesmo sendo americana e não sabendo falar japonês, Sue (como passa a ser chamada) conhece um grande número de animes e mangás e vive citando algumas frases em japonês. Na segunda fase do mangá Sue se muda para o Japão e é aceita na Universidade Shiiou onde imediatamente se junta ao Genshiken. Sue tem uma enorme afeição por Ougiue.
- Angela Burton (アンジェラ・バートン Anjera Baaton)

dublada por: Yuki Kaida (Japonês)
Outra amiga americana de Ohno. Angela é o oposto de Sue, alta, madura, e muito amigável. É uma garota atlética que adora cosplay e pode ficar mais tempo que a própria Ohno, que é uma cosplayer experiente, posando para fotos sem descansar. Ela é fã da série de anime e mangá Sgt.Keron. Angela gosta tanto de doujinshi para mulheres quanto para homens. Ela também possui um pouco de fetiche por óculos, o que a faz sentir atraída por madarame assim que se conhecem. Angela parece não conhecer muito o idioma japonês, tendo seu vocabulário limitado a termos utilizados em doujinshi como sou-uke ("tão Uke" (Uke em Yaoi seria o passivo)). Entretanto, no anime, quando os personagens conversam em Japonês perto dela, ela é capaz em responder em inglês, infere-se então que ela possui um entendimento básico de Japonês, apesar de não ser capaz de falar.
- Rika Yoshitake (吉武 莉華 Yoshitake Rika)

Personagem introduzida em Genshiken Nidaime, Yoshitake é um dos novos membros do clube que se junta após ver uma demonstração de desenho de Ougiue. Ela é uma Fujoshi como Ougiue mas tem uma personalidade mais amigável e extrovertida.
- Kenjirou Hato (波戸 賢二郎 Hato Kenjirou)

Também introduzido em Genshiken Nidaime. Hato é o último membro a se juntar ao grupo e o único do sexo masculino. Entretanto, mesmo sendo heterosexual, Hato carrega os mesmos gostos por mangás Yaoi que as garotas Fujoshi do clube. Por ser um Fudanshi (equivalente masculino à Fujoshi) já o ter causado muitos problemas anteriormente, ele adota uma personalidade feminina, inclusive imitando uma voz feminina perfeitamente e se vestindo como mulher enquanto frequenta o clube. Por sinal, Hato, como mulher, chama bastante atenção das pessoas ao seu redor por se parecer uma garota muito atraente.
- Merei Yajima (矢島 美怜 Yajima Merei)

Outra personagem introduzida introduzida em Genshiken Nidaime, Yajima é mais uma Fujoshi que se juntou ao clube após ver a exibição de desenho de Ogiue. Diferente de Yoshitake, Yajima é severa e tem mais dificuldade para se adaptar às coisas, como o transvestismo de Hato. Yajima normalmente se veste e se comporta de forma bastante descompromissada, não se importando muito com estética ou em parecer feminina.